# Henri Wallon (Historiker)

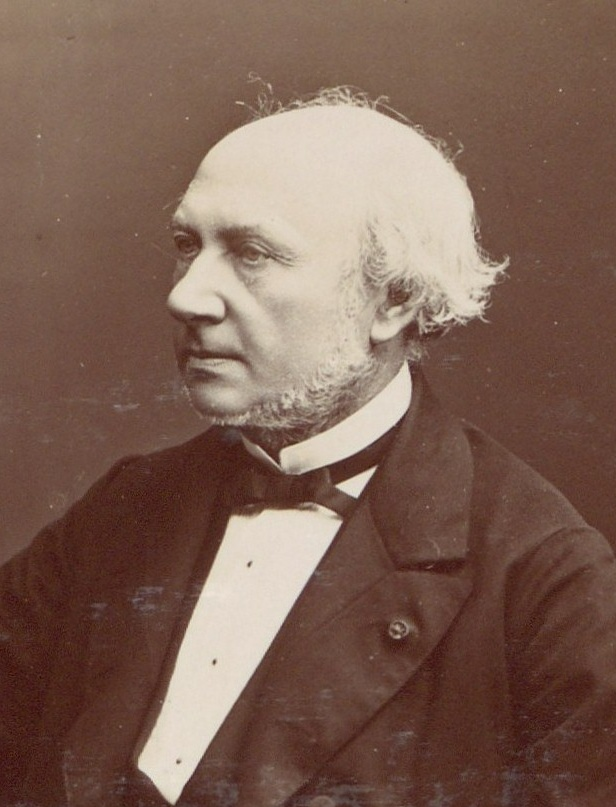
Porträt von Henri Wallon

Henri-Alexandre Wallon (* 23. Dezember 1812 in Valenciennes; † 13. November 1904 in Paris) war ein französischer Historiker und Staatsmann. Seine maßgebliche Beteiligung bei der Bildung der Dritten Republik brachte ihm den Namen „Vater der Republik“ ein. Er ist der Großvater des Psychologen und Politikers Henri Wallon.

## Leben

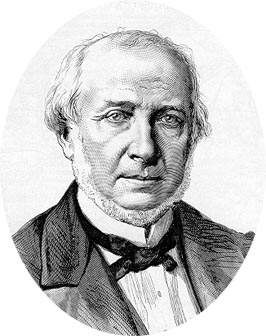
Henri Wallon

Wallon, der sich anfangs einer literarischen Karriere widmete, wurde 1840 Professor an der École normale supérieure unter der Schirmherrschaft von Guizot. Ihm verdankte er seine Anstellung an der Faculté des Lettres (Fakultät für Geisteswissenschaften mit Sitz in der Sorbonne) im Jahr 1846. Seine Arbeiten über die Sklavenfrage in den französischen Kolonien (1847) und in der Antike (1848, 1879) waren ausschlaggebend für seine nach der Februarrevolution (1848) erfolgte Aufnahme in eine Kommission zur Reglementierung der Arbeitstätigkeit in den kolonialen Besitztümern Frankreichs. Im November 1849 wurde er als Vertreter Guadeloupes in die Assemblée nationale législative (gesetzgebende Nationalversammlung) der Zweiten Republik gewählt und bat darum, den ehemaligen Sklaven Luisy Mathieu als Stellvertreter einsetzen zu dürfen. Im Jahr 1850 trat er zurück, nachdem er die von der Mehrheit der Versammlung angenommenen Maßnahmen zur Einschränkung des Wahlrechtes öffentlich missbilligt hatte. Im selben Jahr wurde er in die Académie des Inscriptions et Belles-Lettres aufgenommen, die ihn 1873 zu ihrem Sekretär auf Lebenszeit erwählte.
Während des Zweiten Kaiserreichs zog Wallon sich aus dem politischen Leben zurück und widmete sich seiner Lehrtätigkeit als Geschichtsprofessor und seinen geschichtlichen Niederschriften, unter denen die Biographie Richards II. von England (1864) hervorzuheben ist. Obwohl er zeit seines Lebens Republikaner war, ist in seinen Publikationen aus jener Zeit eine deutliche geistliche Gesinnung erkennbar, beispielsweise in seiner Jeanne d'Arc (1860, zweite Auflage 1875). Andere seiner Schriften sind noch heute Standardwerke der Hagiographie, darunter La vie de Norte Seigneur Jesus (1865), eine Antwort auf Ernest Renans Vie de Jesus, und Saint Louis et son temps (1871).
Als Wallon sich nach dem Französisch-Preußischen Krieg erneut der Politik zuwendete, wurde er 1871 als Vertreter des Départements Nord wiedergewählt und nahm abermals aktiv an den Tagungen der Assemblée nationale teil. Durch seinen Vorschlag zur Gründung einer Dritten Republik mit einem für die Dauer von sieben Jahren gewählten und zur Wiederwahl berechtigten Präsidenten ging er in die Geschichte ein. Dieser Vorschlag wurde nach heftigen Debatten am 30. Januar 1875 von der Versammlung verabschiedet. "Ma proposition," verlautbarte er, "ne proclame pas la République, elle la fait." (frei übersetzt Mein Vorschlag ist nicht derjenige, der die Republik verkündet, sondern jener, der sie erschafft!)
1875 wurde er als Sénateur inamovible in den Senat berufen.
Nach der Gründung der Dritten Republik brachte Wallon als Bildungsminister viele Reformen zustande. Die Mehrheit der Mitglieder der Abgeordnetenkammer bewertete jedoch seine Haltung als zu konservativ, worauf Wallon im Mai 1876 in den Ruhestand ging und sich wieder seinen historischen Studien widmete. Er verfasste weitere vier Schriften, die weniger für ihren Inhalt, sondern vielmehr für die darin enthaltenen Dokumente bedeutend sind:
- La Terreur (1873)
- Histoire du tribunal révolutionnaire de Paris avec le journal de ses actes (6 vols., 1880–1882)
- La Revolution du 31 mai et le fédéralisme en 1793 (2 vols., 1886)
- Les Représentants du peuple en mission et la justice révolutionnaire dans les départements (5 vols., 1880–1890).

Neben diesen veröffentlichte er Artikel im Journal des savants und schrieb viele Jahre an der Geschichte der Académie des Inscriptions et Belles-Lettres, für die er Material zusammentrug und ordnete.
Henri Wallon war Ritter, Offizier und Kommandeur der Ehrenlegion. Er starb im Jahr 1904 im Alter von 91 Jahren in Paris. Er ruht dort auf dem Friedhof Cimetière du Montparnasse.